# Pyrrhulina rachoviana
Pyrrhulina rachoviana és una espècie de peix de la família dels lebiasínids i de l'ordre dels caraciformes.

## Morfologia
- Els mascles poden assolir 3,9 cm de longitud total.[1][2]

## Hàbitat
És un peix d'aigua dolça i de clima subtropical (15 °C-22 °C).

## Distribució geogràfica
Es troba a Sud-amèrica: l'Argentina i el Brasil.